# Amt Friedland
Związek Gmin Friedland (niem. Amt Friedland) – niemiecki związek gmin leżący w kraju związkowym Meklemburgia-Pomorze Przednie, w powiecie Mecklenburgische Seenplatte. Siedziba związku znajduje się w mieście Friedland.
W skład związku wchodzą trzy gminy, w tym jedna gmina miejska (Stadt) oraz dwie gminy wiejskie (Gemeinde):
1. Datzetal
2. Friedland, miasto
3. Galenbeck

## Zmiany administracyjne
- 25 maja 2014
  - przyłączenie gminy Eichhorst oraz Glienke do miasta Friedland
- 26 maja 2019
  - przyłączenie gminy Genzkow do miasta Friedland